# 스자키 교헤이
스자키 교헤이(일본어: 須崎 恭平, 1989년 6월 21일 ~ )는 일본의 전 축구 선수이다.

## 구단 경력
과거 주빌로 이와타, FC 기후에서 활동하였다.